# La Roque-d'Anthéron
La Roque-d'Anthéron är en kommun i departementet Bouches-du-Rhône i regionen Provence-Alpes-Côte d'Azur i sydöstra Frankrike. Kommunen ligger  i kantonen Lambesc som ligger i arrondissementet Aix-en-Provence. År 2022 hade La Roque-d'Anthéron 5 355 invånare.

## Befolkningsutveckling
Antalet invånare i kommunen La Roque-d'Anthéron
Referens:INSEE